# Lycianthes sprucei
Lycianthes sprucei är en potatisväxtart som först beskrevs av Henri Ferdinand Van Heurck och Johannes Müller Argoviensis och som fick sitt nu gällande namn av Friedrich August Georg Bitter.
Lycianthes sprucei ingår i Himmelsögonsläktet som ingår i familjen potatisväxter. Inga underarter finns listade i Catalogue of Life.